# Sowjetische Invasion in Xinjiang
Der sowjetische Einmarsch in Xinjiang fand 1934 statt. Nachdem drei Jahre lang die Hami-Rebellion den Osten Xinjiangs destabilisiert hatte, der Bürgerkrieg in der gesamten Provinz für Chaos gesorgt hatte und die Islamische Republik Ostturkestan im Südwesten der Provinz sich abspaltete, marschierte die Rote Armee im Frühjahr 1934 in Xinjiang, einer faktisch unabhängigen Provinz Chinas in der Warlord-Ära ein.
Sheng Shicai hatte bereits im Jahr 1932 einen Brief nach Moskau geschickt und seine ideologischen Vorstellungen in diesem Brief dargelegt. Im April 1933 wurde Sheng der neue Gouverneur von Xinjiang. Sheng sandte im Oktober 1933 zwei Vertreter nach Moskau. Über diese lud er die Sowjetunion ein, Truppen nach Xinjiang zu schicken.
Im Januar 1934 belagerten die Truppen von General Ma Zhongying Urumtschi, die Hauptstadt von Xinjiang. Die Sowjets reagierten auf diese Belagerung mit dem Einmarsch von zwei Brigaden von OGPU-Grenztruppen und dem direkten Eingreifen von Flugzeugen der sowjetischen Luftwaffe. Die Einsätze von Flugzeugen sorgten für Panik unter den Rebellen. Insgesamt umfasste das sowjetische Kontingent rund 7.000 Mann. Die Sowjets setzten auch chemische Waffen ein.
Im Februar 1934 legten Vertreter der Sowjets Hodscha Niyaz ein Abkommen vor. Niyaz stimmte dem Abkommen zu und wurde ziviles Oberhaupt der Provinz Xinjiang. In dieser Funktion blieb er aber weitgehend machtlos.
Mit der sowjetischen Rückendeckung nahmen die Truppen des Provinzgouverneurs Sheng die Stadt Dabancheng ein. Ein Großteil der Truppen Mas floh daraufhin in Xinjiangs Nachbarprovinz Gansu. General Ma Zhongying zog mit einem Teil seiner Truppen nach Süden. Dort zerschlugen die Truppen die Islamische Republik Ostturkestan in und um Kaschgar. Im April marschierten 10.000 Soldaten der Provinzarmee von Sheng Shicai ebenso nach Kaschgar und nahmen sie ein. Bis auf Dunganistan im Süden kontrollierte Provinzgouverneur Sheng daraufhin die gesamte Provinz.
Während der Kampfhandlungen starb der deutsche Geschäftsmann von Hannekan und der deutsche Ingenieur Georg Vasel geriet in Gefangenschaft. Die Truppen von Sheng Shicai brachten Vasel in ein Gefängnis, welches vom sowjetischen Geheimdienst NKWD beaufsichtigt wurde. Nach seiner Freilassung schrieb Vasel ein Buch über sein Erlebtes.

## Nachgeschichte
Im Juni 1934 schrieb Sheng Shicai einen Brief an Josef Stalin, Wjatscheslaw Molotow und Kliment Woroschilow und bedankte sich für die „Hilfe bei der Befriedung“ seiner Provinz. Sheng war fortan zwar der Gouverneur, aber er musste sich in allen politischen Fragen mit dem sowjetischen Konsul in Ürümtschi besprechen.
Die sowjetischen Truppen blieben bis zum Beginn des Überfalls der Achsenmächte auf die Sowjetunion in Xinjiang stationiert.